# Otaria (1935)
Otaria – włoski okręt podwodny z okresu międzywojennego i II wojny światowej, jedna z dwóch jednostek typu Glauco. Pierwotnie została zamówiona przez Portugalię jako „Espadarte”, jednak z powodu zerwania kontraktu została ukończona na potrzeby marynarki włoskiej (Regia Marina). Okręt został zwodowany 20 marca 1935 roku w stoczni Cantieri Riuniti dell’Adriatico (CRDA) w Monfalcone, a w skład włoskiej marynarki wszedł 20 października 1935 roku. Pełnił służbę na Morzu Śródziemnym, Morzu Czerwonym i Atlantyku, biorąc udział m.in. w wojnie domowej w Hiszpanii i bitwie o Atlantyk, operując z bazy Betasom. Został wycofany ze służby 1 lutego 1948 roku.

## Projekt i budowa
W 1930 roku rząd Portugalii przyjął plan rozbudowy i modernizacji swojej marynarki, w którym znalazło się także pozyskanie oceanicznych i silnie uzbrojonych okrętów podwodnych. Mimo zażyłych kontaktów z Wielką Brytanią, Portugalczycy zwrócili się z zapytaniem ofertowym do stoczni włoskich, konkurencyjnych cenowo i jakościowo w stosunku do stoczni innych krajów europejskich. W 1931 roku w stoczni CRDA w Monfalcone opracowano projekt okrętów, bazując na jednostkach typu Squalo . Portugalski rząd w tym samym roku zamówił dwa okręty, mające nosić nazwy „Delfim” i „Espadarte”, jednak wkrótce wycofał się z kontraktu z przyczyn finansowych. W 1932 roku kontrakt na budowę obu jednostek przejęła włoska marynarka wojenna, a stocznia ukończyła okręty z nazwami zmienionymi odpowiednio na „Glauco” i „Otaria”. Okręty były szybkie, charakteryzowały się bardzo dobrą manewrowością na powierzchni i pod wodą oraz były silnie uzbrojone .
„Otaria” zbudowana została w stoczni CRDA w Monfalcone . Stępkę okrętu położono 19 listopada 1932 roku, a zwodowany został 20 marca 1935 roku. Nazwa okrętu oznaczała uchatkę (wł. otaria).

## Dane taktyczno-techniczne
„Otaria” była dużym, oceanicznym okrętem podwodnym o konstrukcji jednokadłubowej. Długość całkowita wynosiła 73 metry, szerokość 7,2 metra i zanurzenie 5,12 metra. Wyporność normalna w położeniu nawodnym wynosiła 1054 tony, a w zanurzeniu 1305 ton . Okręt napędzany był na powierzchni przez dwa silniki wysokoprężne FIAT o łącznej mocy 3000 KM. Napęd podwodny zapewniały dwa silniki elektryczne CRDA o łącznej mocy 1200 KM. Dwuśrubowy układ napędowy pozwalał osiągnąć prędkość 17 węzłów na powierzchni i 8 węzłów w zanurzeniu. Zasięg wynosił 2825 Mm przy prędkości 17 węzłów w położeniu nawodnym (lub 9760 Mm przy prędkości 8 węzłów) oraz 110 Mm przy prędkości 3 węzłów w zanurzeniu. Zbiorniki paliwa mieściły 59 ton oleju napędowego . Dopuszczalna głębokość zanurzenia wynosiła 90 metrów .
Okręt wyposażony był w osiem stałych wyrzutni torped kalibru 533 mm: cztery na dziobie i cztery na rufie, z łącznym zapasem 14 torped . Torpedy kalibru 533 mm miały długość 7,2 metra, masę 1550 kg (w tym 260 kg materiału wybuchowego), prędkość 50 węzłów przy zasięgu 4000 metrów lub 30 węzłów przy strzelaniu na odległość 12 000 metrów. Uzbrojenie artyleryjskie stanowiły umieszczone przed i za kioskiem dwa pojedyncze działa pokładowe kalibru 100 mm OTO M1931 L/47 . Masa całkowita działa wynosiła 2177 kg, a długość 4,94 metra; kąt podniesienia lufy wynosił 45°, donośność 12 600 metrów, a szybkostrzelność osiem strzałów na minutę. Działo strzelało nabojami o masie 26 kg (w tym pocisk burzący ważył 13,8 kg, a ładunek miotający 5 kg) z prędkością wylotową 840 m/s. Broń przeciwlotniczą stanowiły dwa pojedyncze wielkokalibrowe karabiny maszynowe Breda M1931 kalibru 13,2 mm L/76 . Masa wkm wynosiła 47,5 kg, kąt podniesienia lufy 85°, a skuteczna donośność 2000 metrów; broń zasilana była z magazynku na 30 nabojów (masa naboju wynosiła 0,125 kg przy masie pocisku 0,051 kg), a szybkostrzelność praktyczna wynosiła 400 strzałów na minutę przy prędkości początkowej 790 m/s. Jednostka wyposażona też była w hydrofony .
Załoga okrętu składała się z 7 oficerów oraz 50 podoficerów i marynarzy.

## Służba

### Początkowy okres służby
„Otaria” weszła do służby w Regia Marina 20 października 1935 roku . Jednostka wzięła udział w wojnie domowej w Hiszpanii, a następnie służyła na Morzu Czerwonym. W 1939 roku „Otaria” i „Benedetto Brin” odbyły rejs na Ocean Indyjski.

### 1940 rok
10 czerwca 1940 roku, w momencie ataku Włoch na Francję, okręt pełnił służbę na Morzu Śródziemnym wchodząc w skład 12. eskadry (wł. Squadriglia) 1. Flotylli okrętów podwodnych (wł. Gruppo sommergibili) stacjonującej w La Spezia i Neapolu (w skład której wchodziły ponadto: siostrzany „Glauco” oraz „Comandante Cappellini”, „Comandante Faà di Bruno”, „Lazzaro Mocenigo” i „Sebastiano Veniero”).
23 września okręt wyszedł z La Spezii, dowodzony przez kmdra ppor. (wł. capitano di corvetta) Giuseppe Vocaturo. 28 września „Otaria” sforsowała Cieśninę Gibraltarską, odnosząc podczas przejścia uszkodzenia uniemożliwiające dalsze działania ofensywne na Atlantyku. 5 października w Zatoce Biskajskiej jednostka stała się celem nieskutecznego ataku ze strony brytyjskiego okrętu podwodnego HMS „Tigris” (N63) . 6 października okręt zawinął do bazy Betasom.
14 października, po kilkudniowym postoju w porcie, „Otaria” opuściła Bordeaux i wyruszyła na swój pierwszy atlantycki patrol w rejon na zachód od Szkocji. 17 października płynący na powierzchni okręt został zaatakowany przez łódź latającą Short Sunderland. Samolot zauważono za późno i dowódca jednostki zdecydował o podjęciu walki z przeciwnikiem na powierzchni, zmuszając trafioną z broni przeciwlotniczej maszynę do oddalenia się. Okręt dotarł do wyznaczonego obszaru patrolowania 23 października. Z powodu sztormowej pogody 5 listopada nie udało się trafić żadną z dwóch wystrzelonych torped dużego zaciemnionego statku, rozpoznanego jako transatlantyk, a 9 listopada „Otaria” nie zdołała zająć dogodnej pozycji do ataku na wykryty lotniskowiec, płynący w eskorcie trzech niszczycieli, nadając jedynie radiogram o kontakcie. W nocy z 7 na 8 listopada jednostka skierowała się w stronę bazy, docierając do Betasom po tygodniowym rejsie.

### 1941 rok
24 stycznia 1941 roku okręt wyszedł z bazy i udał się w ten sam rejon co podczas pierwszej misji. Podczas rejsu „Otarię” trapiły problemy techniczne (m.in. doszło do awarii sterów i uszkodzenia zbiorników balastowych), w wyniku czego jednostka musiała zawrócić i 1 lutego przybyła do Bordeaux w celu dokonania koniecznych napraw. 5 lutego okręt ponownie wyszedł w morze i od 13 do 24 lutego patrolował wody na zachód od Szkocji, nie spotykając przeciwnika. Bezowocny rejs „Otarii” zakończył się 1 marca, kiedy jednostka zawinęła do Betasom.
Trzecia atlantycka misja bojowa okrętu rozpoczęła się 6 maja, kiedy „Otaria” opuściła port i skierowała się w rejon na zachód od Irlandii. Mimo problemów technicznych okręt patrolował wyznaczony rejon od 10 do 20 maja, atakując przepływający przez sektor konwój. „Otaria” wystrzeliła niecelną torpedę w kierunku niszczyciela, który przeszedł do kontrataku bombami głębinowymi. Jednostka przetrwała atak niszczyciela, lecz później płynąc na powierzchni została ostrzelana przez dwa samoloty i została zmuszona do awaryjnego zanurzenia (w wyniku ostrzału na pokładzie śmierć poniosło dwóch matów: Biagio Biondi i Raffaello Conti). 11 maja załoga okrętu podwodnego wystrzeliła dwie torpedy w kierunku parowca, który według Włochów został trafiony i uszkodzony, jednak odpłynął korzystając z ulewy. 20 maja o godzinie 4:25 załoga płynącej w położeniu nawodnym „Otarii” wystrzeliła dwie celne torpedy w kierunku płynącego w konwoju SL-73 brytyjskiego parowca „Starcross” (4662 BRT) . Statek doznał ciężkich uszkodzeń i po zdjęciu załogi przez kanadyjski niszczyciel HMCS „St. Francis” (I93) został zatopiony przez eskortę na pozycji 51°45′N 20°45′W/51,750000 -20,750000 . Po ataku dowódca zarządził zanurzenie alarmowe na głębokość 80 metrów, a po 15 minutach okręt wyszedł na głębokość peryskopową. Wobec wychwyconych hydrofonami odgłosów zbliżania się eskortowca włoska jednostka z powrotem zeszła na głębokość 80 metrów, co jednak nie uchroniło jej przed bliskimi wybuchami czterech zrzuconych bomb głębinowych. Ich eksplozje spowodowały przecieki, szczególnie w przedziale silników elektrycznych, a okręt zwiększył zanurzenie do 110 metrów. Okręt wynurzył się na powierzchnię po wielogodzinnym tropieniu przez eskortę konwoju; doznane uszkodzenia spowodowały konieczność przerwania patrolu i powrotu do bazy. 23 maja załoga „Otarii” uratowała dwóch Francuzów z żaglowca „Notre Dame du Châtelet” (488 BRT), który został 15 maja zatopiony przez niemiecki okręt podwodny U-43 na przybliżonej pozycji 48°N 14°W/48,000000 -14,000000  . Okręt dotarł do Bordeaux 25 maja.
7 września jednostka opuściła Betasom i udała się w powrotny rejs do Włoch, forsując 14 września Cieśninę Gibraltarską (okręt został wykryty przez wrogie jednostki, jednak udało mu się zejść na większą głębokość i ujść prześladowcom bez poważniejszych uszkodzeń). 19 września „Otaria” dotarła do Neapolu, kończąc tym samym bojową turę na Atlantyku.
14 grudnia, wobec problemów z zaopatrzeniem dla walczących w Afryce Północnej wojsk Osi, jednostka wyszła z Mesyny z ładunkiem paliwa, dostarczając je do Bardii  .

### 1942 rok
W drugiej połowie maja 1942 roku „Otaria”, „Lazzaro Mocenigo” i „Dessiè” znalazły się na drodze brytyjskiego zespołu Force H, uczestniczącego w Operacji LB (dostarczenia na Maltę samolotów myśliwskich Spitfire), składającego się z lotniskowców HMS „Eagle” (94) i „Argus” (I49), krążownika lekkiego HMS „Charybdis” (88) oraz niszczycieli HMS „Partridge” (G30), „Ithuriel” (H05), „Antelope” (H36), HMS „Wishart” (D67), „Wrestler” (D35) i „Westcott” (D47) . Dogodną do ataku pozycję udało się zająć jedynie „Lazzaro Mocenigo”, jednak żadna z trzech wystrzelonych w kierunku HMS „Charybdis” torped nie trafiła . Miesiąc później „Otaria” znalazła się w operującym na północ od Algierii i wokół Malty zespole włoskich okrętów podwodnych, próbującym przeszkodzić Brytyjczykom w przeprowadzeniu Operacji Harpoon, jednak okręt nie nawiązał kontaktu bojowego z przeciwnikiem .
W lipcu okręty podwodne „Otaria” i „Angelo Emo”, przebywające na patrolu na południe od Balearów, nie zdołały zapobiec kolejnej operacji dostarczenia na Maltę myśliwców Spitfire, przeprowadzonej przez Force H w składzie lotniskowca HMS „Eagle”, krążowników „Charybdis” i „Cairo” oraz pięciu niszczycieli . Także w sierpniu jednostkę wysłano (wraz z 17 innymi włoskimi okrętami podwodnymi) na wody między Balearami a wybrzeżem Afryki oraz między Tunezją a Sycylią, by przeciwdziałać dostarczeniu na Maltę dużej partii zaopatrzenia (Operacja Pedestal) .

### 1943 rok
W pierwszej połowie stycznia 1943 roku „Otaria” odbyła kolejną misję zaopatrzeniową, dostarczając amunicję i paliwo do Trypolisu . We wrześniu 1943 roku, w momencie kapitulacji Włoch, okręt znajdował się w Fiume w składzie 4. Flotylli okrętów podwodnych. 8 września odbyły się rozmowy włosko-niemieckie na temat przejęcia portu przez Niemców: ustalono, że nastąpi to 12 września, a do 10 września przebywające w nim włoskie okręty będą mogły go opuścić. W rezultacie bazę opuściła większość stacjonujących tam jednostek wraz z „Otarią”, z wyjątkiem torpedowca T-3 i trzech statków handlowych, przechodząc do portów zajętych przez Aliantów.

### Ostatni okres służby
Okręt przetrwał wojnę i został wycofany ze służby 1 lutego 1948 roku.